# 太原钢铁集团
太原钢铁（集团）有限公司，簡稱太钢集团、太原钢铁、太钢，是位于山西省太原市的一家大型钢铁企业，太钢集团的最終控制人是国务院国有资产监督管理委员会，但透過中国宝武钢铁集团有限公司持股。太钢是中国特大型的钢铁企业，也是山西省最大的企业，太钢的厂房和家属区等附属设施在今天的太原市占据了城区北部的相当大的部分，有十里钢城之称。

## 沿革
其前身是由阎锡山的西北实业公司于1932年筹建成立的西北炼钢厂；1934年8月8日，破土动工。
1937年10月，初步形成小型钢铁联合企业。11月8日太原陷落。西北炼钢厂更名为太原铁厂。
1945年日本投降，恢复原名。
1949年太原解放后更名为西北钢铁公司。
1958年，更名为太原钢铁公司。
1996年1月改组为太原钢铁（集团）有限公司。
1998年10月子公司太钢不锈钢上市。
2011年9月1日由太鋼集團、寶鋼集團、 中信金屬公司、鞍鋼和首鋼共同出資成立的中國鈮業投資控股有限公司成功以19.5億美元收購世界最大鈮公司巴西礦冶（CBMM）15%的股權。CBMM由巴西Moreira Salles家族控制，五大企業完成入股權後，該家族仍持有七成控股權。
2019年12月18日，人民日报“中国品牌发展指数”100榜单排名第83位。
2020年8月21日，太钢不锈公告，当日上午，山西省国有资本运营有限公司（简称“山西国资运营”）与宝武集团签署太原钢铁（集团）有限公司（简称“太钢集团”）股权划转协议，推进太钢集团与宝武集团的联合重组。根据协议，原持有太钢集团100%股权的山西国资运营，将其中51%股权无偿划转至宝武集团。无偿划转净资产数额为144.68亿元。宝武集团将通过太钢集团间接控制太钢不锈62.7%股权，太钢不锈实控人从山西省国资委变更为国务院国资委。太钢不锈的直接控股股东仍为太钢集团。

## 子公司

### 太钢医疗
太钢集团透過子公司太钢医疗，擁有太钢总医院。太钢总医院是一間三级甲等综合医院，擁有山西医科大学附属医院、检验学系临床教学基地等資格。中国人寿保险旗下私募股权投资基金「國壽大健康」是太钢医疗的小股東。

### 太钢房地产开发
太钢房地产开发是太原市尖草坪区、杏花岭区的太钢翠馨苑、太钢锦绣苑、太钢锦华苑、太钢新钢苑、太钢如意苑、太钢滨河苑、房苑等小区的开发商。

## 著名人物
- 阎锡山
- 李双良
- 赵涛
- 宁浩
- 陈川平
- 胡玉亭